# Милтах
Милтах (њем. Miltach) општина је у њемачкој савезној држави Баварска. Једно је од 38 општинских средишта округа Кам. Према процјени из 2010. у општини је живјело 2.330 становника. Посједује регионалну шифру (AGS) 9372143.

## Географски и демографски подаци
Милтах се налази у савезној држави Баварска у округу Кам. Општина се налази на надморској висини од 382 метра. Површина општине износи 25,2 km². У самом мјесту је, према процјени из 2010. године, живјело 2.330 становника. Просјечна густина становништва износи 92 становника/km².